# Cove Bay
Cove Bay (hist. Cove) – wieś w północno-wschodniej Szkocji, w jednostce administracyjnej (council area) Aberdeen City, historycznie w hrabstwie Kincardineshire, przedmieście Aberdeen, położone 5 km na południe od centrum tego miasta, odseparowane od niego przez pasmo niskich wzgórz (m.in. Kincorth Hill, 105 m n.p.m.), nad Morzem Północnym. W 2011 roku miejscowość liczyła 7199 mieszkańców.
Pierwotnie mała wieś rybacka, ulokowana nad niewielką zatoką morską, na wybrzeżu klifowym. W 1878 roku wybudowany został falochron, osłaniający przystań od otwartego morza. Wieś znalazła się na trasie linii kolejowej Dundee–Aberdeen i do 1956 roku obsługiwana była przez stację kolejową. W latach 1894–1937 działała tu fabryka mączki rybnej. Gwałtowny rozwój miejscowości zapoczątkowany został w latach 70. XX wieku, w rezultacie którego przeobraziła się ona w przedmieście Aberdeen o charakterze mieszkalno-przemysłowym.